# Merrilyn Goos
Merrilyn Goos es una educadora matemática australiana. Desde octubre de 2017, ha sido profesora de educación STEM y directora de EPI*STEM en la Universidad de Limerick, Irlanda.

De 2012-2017 Goos fue profesora y directora de la Escuela de Educación de la Universidad de Queensland, y antes de esto fue Directora de la Enseñanza y el Instituto para el Desarrollo de la Educación de la Universidad de Queensland. Ha estado enseñando en educación matemática y en 2003 recibió el Premio a la Excelencia en la Enseñanza de la universidad.

## Cualificaciones
Goos tiene Diplomas de Maestros Asociados y Licenciados en Habla y Drama del Trinity College London, una Licenciatura, un Diploma, una Maestría en estudios educativos y un Ph.D. de la Universidad de Queensland, y un Diploma de Posgrado en Lectura de la Universidad de Griffith.

## Asociaciones profesionales
Fue presidenta del Grupo de Investigación en Educación Matemática de Australasia, exvicepresidenta de la Asociación de Maestros de Matemáticas de Queensland y expresidenta del Comité Asesor del Programa de Matemáticas de la Autoridad de Estudios de Queensland.
En 2004 ganó un premio de Office for Learning and Teaching Teaching por su trabajo como educadora de maestros de matemáticas, y en 2006 recibió becas nacionales para investigar el liderazgo en evaluación en instituciones de educación superior.